# Barbora Koseková
Barbora Koseková (* 22. November 1994 in Bratislava) ist eine slowakische Volleyball-Nationalspielerin. Die Zuspielerin wurde in ihrer Heimat mehrmals Meisterin und Pokalsiegerin. Seit 2021 spielt sie bei den Ladies in Black Aachen.

## Karriere
Koseková begann ihre Karriere 2004 beim deutschen Verein VC Muldental Grimma. Von 2006 bis 2016 spielte sie in ihrer Heimatstadt Bratislava, zunächst fünf Jahre für ŠŠK Bilíkova und drei für VK Doprastav, dann von 2014 bis 2016 bei VK Slávia EU. Dabei gewann sie 2012 mit Doprastav das Double aus Pokal und Meisterschaft und wurde 2013 Pokalsiegerin und Vizemeisterin. 2014 gab es den nächsten Meistertitel. Mit Slavia Bratislava gelang ihr 2015 und 2016 noch zweimal das Double.
In dieser Zeit nahm Koseková mit dem slowakischen Nachwuchs an mehreren Turnieren teil. Dazu gehörten die Juniorinnen Europameisterschaften 2010 bis 2012 in Serbien und der Türkei sowie die Weltmeisterschaft 2011 in Ankara. Mit der A-Nationalmannschaft wurde sie 2016 Zweite in der Volleyball-Europaliga.
In der Saison 2016/17 wurde sie mit VK KP Brno Dritte in der tschechischen Liga. 2018 gewann sie mit dem ungarischen Verein Linamar Békéscsaba die mitteleuropäische MEVZA-Liga. 2018 spielte sie in Rumänien für UVT Agroland Temešvár und 2019 für den slowakischen Verein VTC Pezinok-Bilíkova. Bei der Europameisterschaft 2019 kam sie mit der Slowakei ins Achtelfinale. Anschließend wechselte sie nach Ungarn zu Fatum Nyíregyháza.
Im Januar 2020 ging sie zu Trentino Rosa, bevor die Saison wegen der COVID-19-Pandemie in Italien abgebrochen werden musste. 2020/21 spielte Koseková dann wieder in der ungarischen Liga bei Swietelsky Békéscsaba.
2021 wurde die Zuspielerin vom deutschen Bundesligisten Ladies in Black Aachen verpflichtet.